# チモロール
チモロール（Timolol）は非選択的交感神経β受容体遮断薬であり、点眼薬として緑内障の治療に使われるほか、海外では経口薬として心筋梗塞、高血圧、片頭痛の治療にも用いられる。商品名チモプトール。緑内障領域では、タフルプロストや炭酸脱水酵素阻害薬との配合剤も開発されている。
WHO必須医薬品モデル・リスト2に収載されている。

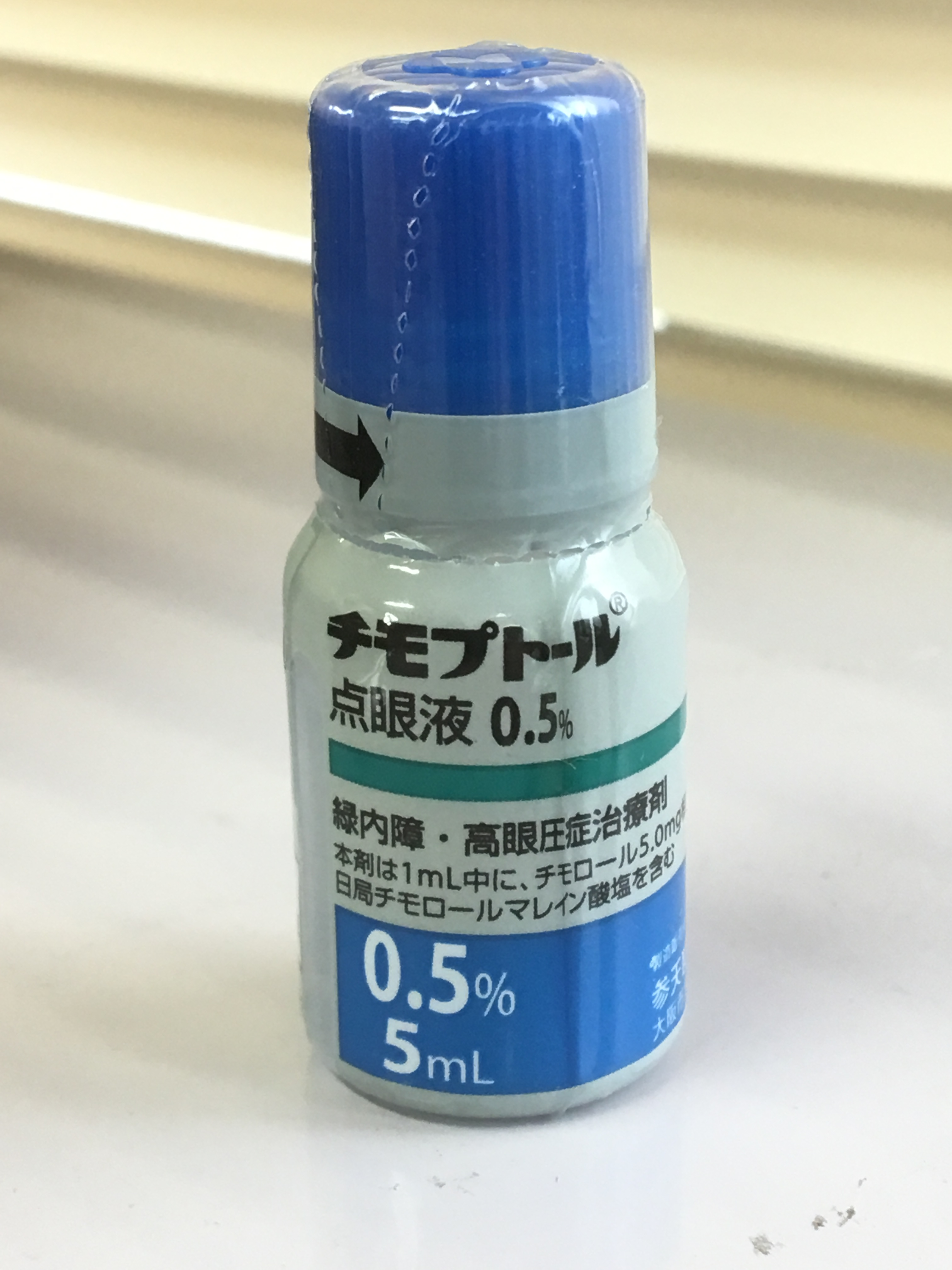
チモプトール点眼薬

## 効能・効果
点眼薬に認められている効能・効果は、緑内障と高眼圧症である。
海外の経口薬は、高血圧の治療、心筋梗塞の予防、片頭痛の予防 に使用される。

### 緑内障
点眼薬として用いると、毛様体上皮のβ受容体を遮断して房水の産生を減少させるので、開放隅角緑内障および偶発性二次性緑内障を治療できるが、その薬理学的機序は未だ不明である。米国では1978年に初めてβ遮断薬点眼薬が緑内障治療薬として承認された。単剤で使用した場合、最初の数日の点眼で眼圧（IOP）を18-34%低下させる。しかし一部の患者では、短期的なescapeと長期的なdriftが起こり、耐性が形成される。眼圧は最大で50%低下する。プロプラノロールに較べて作用は5-10倍強い。ピロカルピンまたは炭酸脱水酵素阻害薬と併用できる。
1. ↑  投与初期に眼圧が低下した後、数日から数週間後に反跳上昇し、さらに2〜4週間後に再度低下して安定する。
2. ↑  投与を継続すると作用が減弱する。1-2ヶ月の休薬で効果が回復する。

コクラン共同計画で成人の開放隅角緑内障に対するチモロールとブリモニジンの症状進行防止効果が比較され、ブリモニジンの方が効果が高いことが示された。

## 副作用
点眼薬の重大な副作用として、眼類天疱瘡、気管支痙攣（0.1%未満）、呼吸困難（0.1%未満）、呼吸不全、心ブロック（0.1%未満）、鬱血性心不全、脳虚血、心停止、脳血管障害、全身性エリテマトーデスが記載されている。（頻度未記載は頻度不明。）
点眼薬で0.1-5%に発生する副作用として、眼の刺激症状・炎症・疼痛、視力障害、角膜障害、結膜充血、眼乾燥感、眼瞼下垂、不整脈（頻脈、徐脈等）が記載されている。
そのほか、失神、心不全、抑うつ、混乱、レイノー現象、勃起不全が発生し得る。

## 剤形

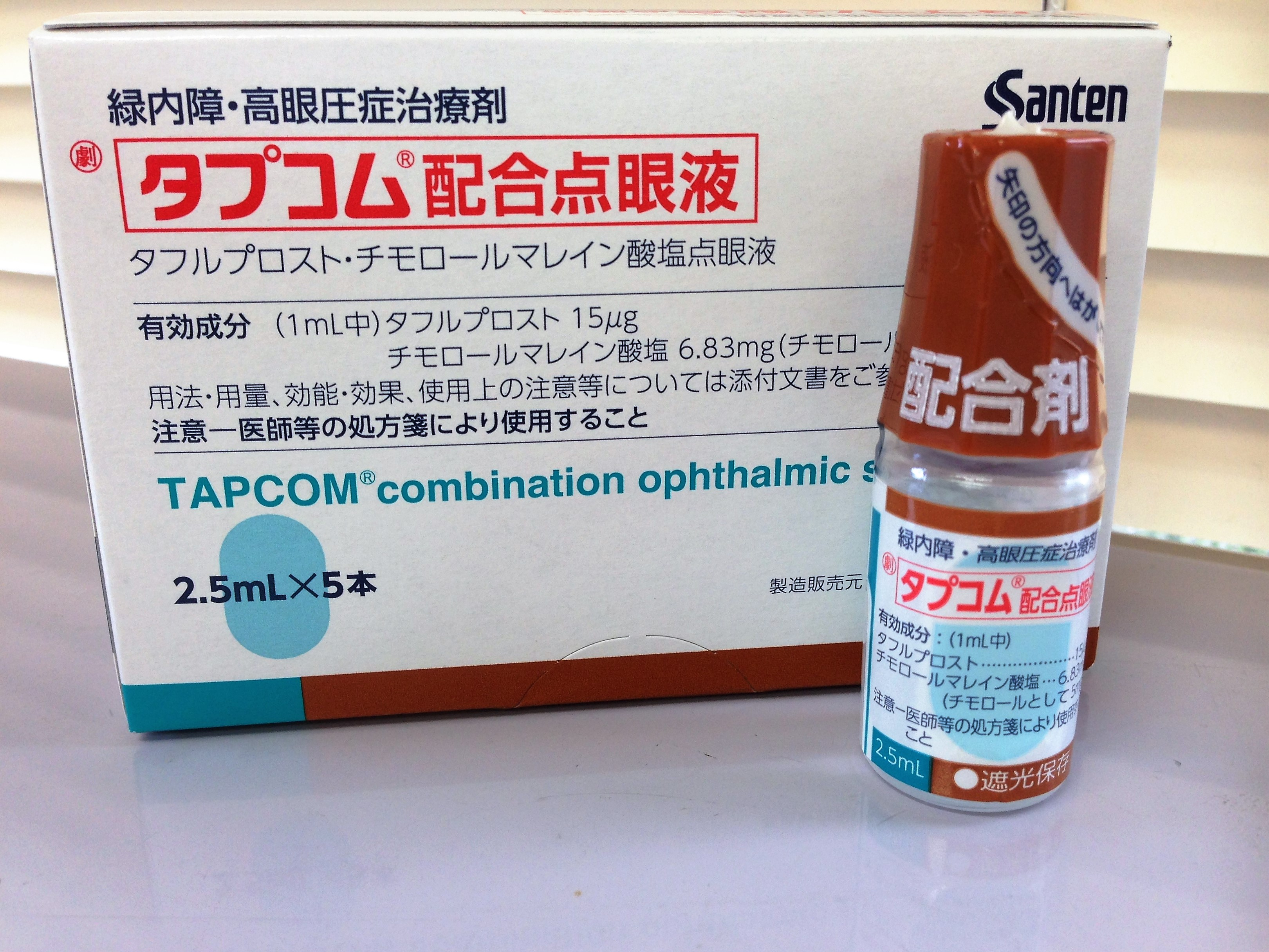
タプコム配合点眼液
チモロールとタフルプロストの配合剤

点眼薬には、チモロール単剤のほか、ブリンゾラミド、ドルゾラミド、ラタノプロスト、タフルプロスト、トラボプロスト のそれぞれとの合剤がある。
経口剤（海外）には、錠剤と液剤がある。